# Tlaquimpa
Tlaquimpa är en ort i Mexiko.   Den ligger i kommunen Tepetzintla och delstaten Puebla, i den sydöstra delen av landet, 140 km öster om huvudstaden Mexico City. Tlaquimpa ligger 1 636 meter över havet och antalet invånare är 704.
Terrängen runt Tlaquimpa är kuperad åt nordväst, men åt sydost är den bergig. Runt Tlaquimpa är det ganska tätbefolkat, med 160 invånare per kvadratkilometer. Närmaste större samhälle är Zacatlán, 8,9 km väster om Tlaquimpa. I omgivningarna runt Tlaquimpa växer i huvudsak blandskog.